# Šachový turnaj v Linaresu

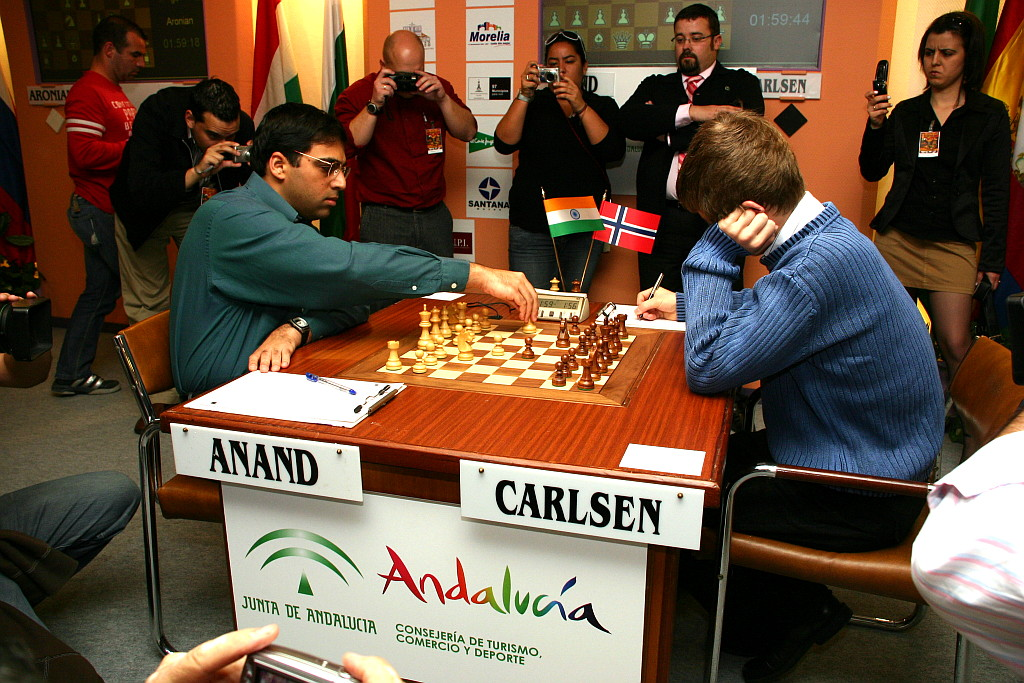
Vítěz turnaje v roce 2007 Ánand hraje v Linaresu partii s vycházející hvězdou Carlsenem

Šachový turnaj v Linaresu (španělsky Ajedrez en Linares, často jen Linares) byl každoroční špičkový velmistrovský turnaj, který se konal ve španělském městě Linares v Andalusii.
Na konci 20. století se stal jedním z největších šachových turnajů světa a řadil se do silné trojice s turnajem v Dortmundu a turnajem ve Wijku aan Zee. Konal se obvykle v průběhu února, naposledy se uskutečnil v roce 2010.

## Historie
Turnaj byl založen v roce 1978 a již třetího ročníku se zúčastnil tehdejší mistr světa Anatolij Karpov a vyhrál. V té době se turnaj konal pravidelně jednou za dva roky až do roku 1985. O dva roky později Linares hostil finále zápasů kandidátů mistrovství světa mezi Karpovem a Andreiem Sokolovem. Od roku 1988 se koná každoročně s výjimkou roku 1996, kdy se konalo mistrovství světa žen.
Zvláštností turnajového systému v Linaresu je od roku 1998 dvoukolový systém – hráči se utkávají každý s každým dvakrát, jednou s bílými, jednou s černými figurami. Od roku 2006 se první polovina turnaje koná v mexickém městě Morelia.
V roce 2011 se turnaj nekonal. Přestože v létě roku 2011 vyjádřil starosta Linaresu přesvědčení, že se za rok turnaj zase vrátí, byl v březnu následujícího roku znovu oficiálně zrušen z důvodu nedostatku volných vhodných termínů.

## Češi v Linaresu
Do roku 2007 včetně hrál v Linaresu jen jeden reprezentant Československa nebo České republiky. Vlastimil Hort v roce 1983 získal osmé místo. Lubomír Kaválek nastoupil v turnaji už v roce 1981, ale obsadil šesté místo v barvách USA.

## Vítězové turnaje
- 1978 – Jaan Eslon, Švédsko
- 1979 – Larry Christiansen, USA
- 1981 – Anatolij Karpov, SSSR a Christiansen, USA (2)
- 1983 – Boris Spasskij, Francie
- 1985 – Ljubomir Ljubojević, Jugoslávie a Robert Hübner, NSR
- 1988 – Jan Timman, Nizozemsko
- 1989 – Vasilij Ivančuk, SSSR
- 1990 – Garri Kasparov, SSSR
- 1991 – Ivančuk, SSSR (2)
- 1992 – Kasparov, Rusko (2)
- 1993 – Kasparov, Rusko (3)
- 1994 – Karpov, Rusko (2)
- 1995 – Ivančuk, Ukrajina (3)
- 1997 – Kasparov, Rusko (4)
- 1998 – Višvánáthán Ánand, Indie
- 1999 – Kasparov, Rusko (5)
- 2000 – Vladimir Kramnik, Rusko a Kasparov, Rusko (6)
- 2001 – Kasparov, Rusko (7)
- 2002 – Kasparov, Rusko (8)
- 2003 – Péter Lékó, Maďarsko[pozn 1]
- 2004 – Kramnik, Rusko (2)
- 2005 – Kasparov, Rusko (9)[pozn 2]
- 2006 – Levon Aronjan, Arménie
- 2007 – Ánand, Indie (2)
- 2008 – Ánand, Indie (3)
- 2009 – Alexandr Griščuk, Rusko[pozn 3]
- 2010 – Veselin Topalov, Bulharsko